# Kanton Schöppenstedt
Der Kanton Schöppenstedt bestand von 1807 bis 1813 im Distrikt Braunschweig im Departement der Oker im Königreich Westphalen und wurde durch das Königliche Decret vom 24. Dezember 1807 gebildet.

## Gemeinden
- Schöppenstedt an der Altenau
- Eitzum
- Samtleben (heute Sambleben) mit Kneitlingen und Großen-Rode (Gebiet im Elm)[2]
- Amtleben (heute Ampleben)
- Weferlingen
- Eilum
- Bansleben und der Zingel
- Großen-Vahlberg mit Mönchevahlberg
- Berklingen mit Klein-Vahlberg
- Schliestädt (heute Schliestedt)
- Küblingen
- Watzum mit Warle